# 保元の乱
保元の乱（ほうげんのらん）は、保元元年（1156年）7月に皇位継承問題や摂関家の内戦により、朝廷が後白河天皇方と崇徳上皇方に分かれ、双方の衝突に至った政変である。崇徳上皇方が敗北し、上皇は讃岐に配流された。この朝廷の内部抗争の解決に武士の力を借りたため、武士の存在感が増し、後の約700年に渡る武家政権へ繋がるきっかけの一つとなった。

## 背景

### 近衛天皇即位
永治元年（1141年）12月7日、鳥羽法皇は藤原璋子（待賢門院）との子である崇徳天皇を退位させ、寵愛する藤原得子（美福門院）との子である体仁親王が即位した（近衛天皇）。体仁は崇徳の中宮・藤原聖子の養子であり「皇太子」のはずだったが、譲位の宣命には「皇太弟」と記されていた。天皇が弟では将来の院政は不可能であり、崇徳上皇にとってこの譲位は大きな遺恨となった。翌年には得子呪詛の嫌疑で待賢門院は出家に追い込まれ、崇徳上皇の外戚である閑院流徳大寺家の勢力は後退した。一方、閑院流三条家や中御門流、村上源氏の公卿は得子とその従兄弟で鳥羽法皇第一の寵臣といわれた藤原家成に接近し、政界は待賢門院派と美福門院派に二分される。両派の対立は人事の停滞を招き、保延4年（1138年）に藤原宗忠が辞任してからは右大臣が、久安3年（1147年）に源有仁が辞任してからは左大臣も空席となり、大臣は一人のみ（内大臣・藤原頼長）という状況になった。

### 摂関家の内紛
白河院政下で不遇であった摂関家は、鳥羽院政が開始されると藤原忠実の女・泰子（高陽院）が鳥羽上皇の妃となり息を吹き返した。関白の藤原忠通は後継者に恵まれなかったため、異母弟の頼長を養子に迎えた。しかし康治2年（1143年）に基実が生まれると、忠通は摂関の地位を自らの子孫に継承させようと望み、忠実・頼長と対立することになった。
久安6年（1150年）正月4日に近衛天皇は元服の式を挙げると、同月10日には頼長の養女・多子が入内、19日に女御となった。しかし2月になると忠通も藤原伊通の女で大叔母にあたる美福門院の養女となっていた呈子を改めて自身の養女として迎えたうえで、鳥羽法皇に「立后できるのは摂関の女子に限る」と奏上、呈子の入内を示唆した。劣勢の忠通は美福門院と連携することで摂関の地位の保持を図ったのである。当の鳥羽法皇はこの問題に深入りすることを避け、多子を皇后、呈子を中宮とすることで事を収めようとしたが、忠実・頼長と忠通の対立はもはや修復不能な段階に入っていた。同年9月、一連の忠通の所業を腹に据えかねた忠実は、大殿の権限で藤氏長者家伝の宝物である朱器台盤を摂家正邸の東三条殿もろとも接収すると、忠通の藤氏長者を剥奪してこれを頼長に与えたばかりか、忠通を義絶するという挙に出る。しかし鳥羽法皇は今回もどちらつかずの曖昧な態度に終始し、忠通を関白に留任させる一方で、頼長には内覧の宣旨を下した。ここに関白と内覧が並立する前代未聞の椿事が出来することになった。

### 近衛天皇崩御
内覧となった頼長は旧儀の復興に取り組んだが、その苛烈で妥協を知らない性格により「悪左府」と呼ばれ院近臣との軋轢を生むことになる。仁平元年（1151年）には藤原家成の邸宅を破却するという事件を引き起こし、鳥羽法皇の頼長に対する心証は悪化した。このような中、仁平3年（1153年）に近衛天皇が重病に陥る。後継者としては崇徳の第一皇子・重仁親王が有力だったが、忠通は美福門院の養子・守仁親王への譲位を法皇に奏上する。当時、近衛天皇と面会できたのは関白忠通らごく限られた人のみであり、鳥羽法皇は忠通が権力を独占するために天皇は病気だと嘘をついていると信じてこの提案を拒絶、鳥羽法皇の忠通に対する心証は悪化した。しかし、美福門院と忠通は崇徳の院政を阻止するために守仁擁立の実現に向けて動き出すことになる。
久寿2年（1155年）7月23日、近衛天皇は崩御する。後継天皇を決める王者議定に参加したのは源雅定と三条公教で、いずれも美福門院と関係の深い公卿だった。候補としては重仁親王・守仁親王・暲子内親王が上がったが、守仁親王が即位するまでの中継ぎとして、父の雅仁親王が立太子しないまま29歳で即位することになった（後白河天皇）。守仁はまだ年少であり、存命中である実父の雅仁を飛び越えての即位は如何なものかとの声が上がったためだった。突然の雅仁擁立の背景には、雅仁の乳母の夫で近臣の信西の策動があったと推測される。また、幼少の守仁が即位をしてその成人前に法皇が崩御した場合には、健在である唯一の院（上皇・法皇）となる崇徳上皇の治天・院政が開始される可能性が浮上するため、それを回避するためにも雅仁が即位する必要があったとも考えられる。この重要な時期に頼長は妻の服喪のため朝廷に出仕していなかったが、すでに世間には近衛天皇の死は忠実・頼長が呪詛したためという噂が流されており、事実上の失脚状態となっていた（前述のように近衛天皇の病気は数年前からのものであったが、忠通がその情報を独占していたために父の鳥羽法皇すら信じておらず、世間では突然の崩御のように思われていた）。忠実は頼長を謹慎させ仲介役である高陽院を通して法皇の信頼を取り戻そうとしたが、12月に高陽院が死去したことでその望みを絶たれた。

### 鳥羽法皇崩御
新体制が成立すると、後白河と藤原忻子、守仁と姝子内親王の婚姻が相次いで行われた。忻子は待賢門院および頼長室の実家である徳大寺家の出身で、姝子内親王は美福門院の娘だが統子内親王（待賢門院の娘、後白河の同母姉）の猶子となっていた。待賢門院派と美福門院派の亀裂を修復するとともに、崇徳・頼長の支持勢力を切り崩す狙いがあったと考えられる。
ところが、新体制の基盤がまだ固まらない保元元年（1156年）5月、鳥羽法皇が病に倒れた。法皇の権威を盾に崇徳・頼長を抑圧していた美福門院・忠通・院近臣にとっては重大な政治的危機であり、院周辺の動きはにわかに慌しくなる。『愚管抄』によれば政情不安を危惧した藤原宗能が今後の対応策を促したのに対して、病床の鳥羽法皇は源為義・平清盛ら北面武士10名に祭文（誓約書）を書かせて美福門院に差し出させたという。為義は忠実の家人であり、清盛の亡父・忠盛は重仁親王の後見だった。法皇死後に美福門院に従うかどうかは不透明であり、法皇の存命中に前もって忠誠を誓わせる必要があったと見られる。法皇の容態が絶望的になった6月1日、法皇のいる鳥羽殿を源光保・平盛兼を中心とする有力北面、後白河の里内裏・高松殿を河内源氏の源義朝・源義康が、それぞれ随兵を率いて警護を始めた。
それから1ヶ月後、7月2日申の刻（午後4時頃）に鳥羽法皇は崩御した。崇徳上皇は臨終の直前に見舞いに訪れたが、対面はできなかった。『古事談』によれば、法皇は側近の藤原惟方に自身の遺体を崇徳に見せないよう言い残したという。崇徳上皇は憤慨して鳥羽田中殿に引き返した。葬儀は酉の刻（午後8時頃）より少数の近臣が執り行った。

## 経過

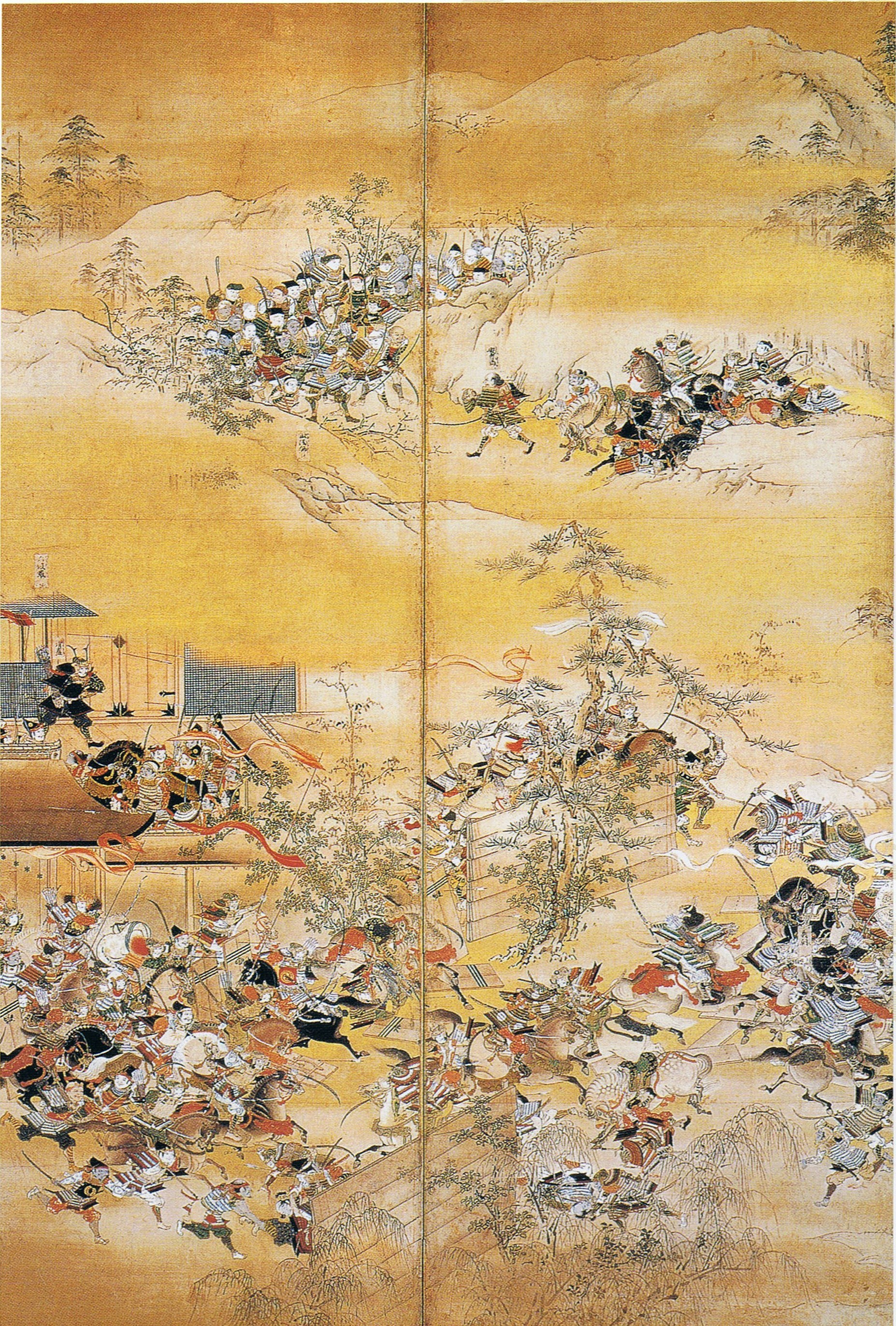
『保元・平治合戦図屏風』（神泉苑蔵）屋形から出る黒い鎧の武者が平清盛

### 挑発の開始
鳥羽法皇が崩御して程なく、事態は急変する。7月5日、「上皇左府同心して軍を発し、国家を傾け奉らんと欲す」という風聞に対応するため、勅命により検非違使の平基盛（清盛の次男）・平維繁・源義康が召集され、京中の武士の動きを停止する措置が取られた。翌6日には頼長の命で京に潜伏していた容疑で、大和源氏の源親治が基盛に捕らえられている。法皇の初七日の7月8日には、忠実・頼長が荘園から軍兵を集めることを停止する後白河天皇の御教書（綸旨）が諸国に下されると同時に、蔵人・高階俊成と源義朝の随兵が東三条殿に乱入して邸宅を没官するに至った。没官は謀反人に対する財産没収の刑であり、頼長に謀反の罪がかけられたことを意味する。藤氏長者が謀反人とされるのは前代未聞であり、摂関家の家司である平信範は「子細筆端に尽くし難し」と慨嘆している。
この一連の措置には後白河天皇の勅命・綸旨が用いられているが、実際に背後で全てを取り仕切っていたのは側近の信西と推測される。この前後に忠実・頼長が何らかの行動を起こした様子はなく、武士の動員に成功して圧倒的優位に立った後白河・守仁陣営があからさまに挑発を開始したと考えられる。忠実・頼長は追い詰められ、もはや兵を挙げて局面を打開する以外に道はなくなった。

### 崇徳上皇の脱出
7月9日の夜中、崇徳上皇は少数の側近とともに鳥羽田中殿を脱出して、洛東白河にある統子内親王の御所に押し入った。『兵範記』同日条には「上下奇と成す、親疎知らず」とあり、重仁親王も同行しないなど、その行動は突発的で予想外のものだった。崇徳に対する直接的な攻撃はなかったが、すでに世間には「上皇左府同心」の噂が流れており、鳥羽にそのまま留まっていれば拘束される危険もあったため脱出を決行したと思われる。白河は洛中に近く軍事拠点には不向きな場所だったが、南には平氏の本拠地・六波羅があり、自らが新たな治天の君になることを宣言して、北面最大の兵力を持つ平清盛や、去就を明らかにしない貴族層の支持を期待したものと推測される。

### 両軍の対峙
10日の晩頭、頼長が宇治から上洛して白河北殿に入った。謀反人の烙印を押された頼長は、挙兵の正当性を得るために崇徳を担ぐことを決意したと見られる。白河北殿には貴族では崇徳の側近である藤原教長や頼長の母方の縁者である藤原盛憲・経憲の兄弟、武士では平家弘・源為国・源為義・平忠正（清盛の叔父）・源頼憲などが集結する。武士は崇徳の従者である家弘・為国を除くと、為義と忠正が忠実の家人、頼憲が摂関家領多田荘の荘官でいずれも忠実・頼長と主従関係にあった。崇徳陣営の武士は摂関家の私兵集団に限定され、兵力は甚だ弱小で劣勢は明白だった。崇徳は今は亡き忠盛が重仁親王の後見だったことから、清盛が味方になることに一縷の望みをかけたが、重仁の乳母・池禅尼は崇徳方の敗北を予測して、子の頼盛に清盛と協力することを命じた。白河北殿では軍議が開かれ、源為義は高松殿への夜襲を献策する。頼長はこれを斥けて、信実率いる興福寺の悪僧集団など大和からの援軍を待つことに決した。
これに対して後白河・守仁陣営も、崇徳上皇の動きを「これ日来の風聞、すでに露顕する所なり」として武士を動員する。高松殿は警備していた源義朝・源義康に加え、平清盛・源頼政・源重成・源季実・平信兼・平維繁が続々と召集され、「軍、雲霞の如し」と軍兵で埋め尽くされた。同日、忠通・基実父子も参入している。なお『愚管抄』『保元物語』『帝王編年記』には公卿が次々に参内したと記されているが、『兵範記』7月11日条には「公卿ならびに近将不参」とあり、旧頼長派の内大臣・徳大寺実能が軍勢出撃後に姿を現しただけである。大半の公卿は鳥羽法皇の服喪を口実に出仕せず、情勢を静観していたと推測される。
清盛と義朝は天皇の御前に呼び出され作戦を奏上した後、出撃の準備に入った。『愚管抄』によれば信西・義朝が先制攻撃を強硬に主張したのに対して、忠通が逡巡していたが押し切られたという。

### 夜襲
7月11日未明、清盛率いる300余騎が二条大路を、義朝率いる200余騎が大炊御門大路を、義康率いる100余騎が近衛大路を東に向かい、寅の刻（午前4時頃）に上皇方との戦闘の火蓋が切られた。後白河天皇は神鏡剣璽とともに高松殿の隣にある東三条殿に移り、源頼盛が数百の兵で周囲を固めた。
戦闘の具体的な様子は『保元物語』に頼るしかないが、上皇方は源為朝が得意の強弓で獅子奮迅の活躍を見せ、清盛軍は有力郎等の藤原忠直・山田是行が犠牲となり、義朝軍も50名を超える死傷者を出して撤退を余儀なくされる。為朝の強弓は後年、負傷した大庭景義が「我が朝無双の弓矢の達者なり」と賞賛しており、事実であったことが分かる。なお『保元物語』には白河北殿の門での激闘が記されているが、実際には鴨川を挟んでの一進一退の攻防だったと推測される。
攻めあぐねた天皇方は新手の軍勢として頼政・重成・信兼を投入するとともに、義朝の献策を入れて白河北殿の西隣にある藤原家成邸に火を放った。辰の刻（午前8時頃）に火が白河北殿に燃え移って上皇方は総崩れとなり、崇徳上皇や頼長は御所を脱出して行方をくらました。天皇方は残敵掃討のため法勝寺を捜索するとともに、為義の円覚寺の住居を焼き払う。後白河天皇は戦勝の知らせを聞くと高松殿に還御し、午の刻（午後0時頃）には清盛・義朝も帰参して戦闘は終結した。頼長の敗北を知った忠実は、宇治から南都（奈良）へ逃亡した。

## 戦後

### 上皇方の投降
合戦の勝利を受けて朝廷は、その日のうちに忠通を藤氏長者とする宣旨を下し、戦功のあった武士に恩賞を与えた。清盛は播磨守、義朝は右馬権頭（後に左馬頭）に補任され、義朝と義康は内昇殿を認められた。藤氏長者の地位は藤原道長以降、摂関家の家長に決定権があり、天皇が任命することはなかった。忠通も外部から介入されることに不満を抱いたためか、吉日に受けると称して辞退している。
13日、逃亡していた崇徳上皇が仁和寺に出頭し、同母弟の覚性法親王に取り成しを依頼する。しかし覚性が申し出を断ったため、崇徳は寛遍法務の旧房に移り、源重成の監視下に置かれた。頼長は合戦で首に矢が刺さる重傷を負いながらも、木津川をさかのぼって南都まで逃げ延びたが、忠実に対面を拒絶される。やむを得ず母方の叔父である千覚の房に担ぎ込まれたものの、手のほどこしようもなく、14日に死去した。忠実にすれば乱と無関係であることを主張するためには、頼長を見捨てるしかなかった。
崇徳の出頭に伴い、藤原教長や源為義など上皇方の貴族・武士は続々と投降した。上皇方の中心人物とみなされた教長は厳しい尋問を受け、「新院の御在所に於いて軍兵を整へ儲け、国家を危め奉らんと欲する子細、実により弁じ申せ」と自白を強要されたという。

### 摂関家の苦境
15日、南都の忠実から忠通に書状が届き、朝廷に提出された。摂関家の事実上の総帥だった忠実の管理する所領は膨大なものであり、没収されることになれば摂関家の財政基盤は崩壊の危機に瀕するため、忠通は父の赦免を申し入れたと思われる。しかし忠実は、当初から頼長と並んで謀反の張本人と名指しされており、朝廷は罪人と認識していた。17日の諸国司宛て綸旨では、忠実・頼長の所領を没官すること、公卿以外（武士と悪僧）の預所を改易して国司の管理にすることが、18日の忠通宛て綸旨では、宇治の所領と平等院を忠実から没官することが命じられている。なお綸旨には「長者摂る所の庄園においてはこの限りにあらず」と留保条件がつけられているが、逆に言えば氏長者にならなければ荘園を没収するということであり、忠通に氏長者の受諾を迫る意味合いもあった。
19日、忠通は引き延ばしていた氏長者の宣旨を受諾し、20日には忠実から忠通に宇治殿領（本来は忠通領だったが、義絶の際に忠実が取り上げた京極殿領と、泰子の死後に忠実が回収した高陽院領）百余所の荘園目録が送られる。摂関家領荘園は、忠実から忠通に譲渡する手続きを取ることで辛うじて没収を免れることができた。ただし、頼長領は没官され、後白河天皇の後院領として、後の長講堂領の基軸となる。『保元物語』には忠実の断罪を主張する信西に対して忠通が激しく抵抗したという逸話があり、摂関家の弱体化を目論む信西と、権益を死守しようとする忠通の間でせめぎ合いがあった様子がうかがわれる。

### 罪名宣下
23日、崇徳上皇は讃岐に配流された。天皇もしくは上皇の配流は、藤原仲麻呂の乱における淳仁天皇の淡路配流以来、およそ400年ぶりの出来事だった。崇徳は二度と京の地を踏むことはなく、8年後の長寛2年（1164年）にこの世を去った。重仁親王は寛暁（堀河天皇の皇子）の弟子として出家することを条件に不問とされた。
27日、「太上天皇ならびに前左大臣に同意し、国家を危め奉らんと欲す」として、頼長の子息（兼長・師長・隆長・範長）や藤原教長らの貴族、源為義・平忠正・平家弘らの武士に罪名の宣旨が下った。忠実は高齢と忠通の奔走もあって罪名宣下を免れるが、洛北知足院に幽閉の身となった。
武士に対する処罰は厳しく、薬子の変を最後に公的には行われていなかった死刑が復活し、28日に忠正が、30日に為義と家弘が一族もろとも斬首された。死刑の復活には疑問の声も上がったが、『法曹類林』を著すほどの法知識を持った信西の裁断に反論できる者はいなかった。貴族は流罪となり、8月3日にそれぞれの配流先へ下っていった。ただ一人逃亡していた為朝も、8月26日、近江に潜伏していたところを源重貞に捕らえられ、伊豆大島に配流された。
こうして天皇方は反対派の排除に成功したが、宮廷の対立が武力によって解決され、数百年ぶりに死刑が執行されたことは人々に衝撃を与え、実力で敵を倒す中世という時代の到来を示すものとなった。慈円は『愚管抄』においてこの乱が「武者の世」の始まりであり、歴史の転換点だったと論じている。

### 摂関家の凋落
この乱で最大の打撃を蒙ったのは摂関家だった。忠通は関白の地位こそ保持したものの、その代償はあまりにも大きかった。武士・悪僧の預所改易で荘園管理のための武力組織を解体され、頼長領の没官や氏長者の宣旨による任命など、所領や人事についても天皇に決定権を握られることになり、自立性を失った摂関家の勢力は大幅に後退する。
忠通は保元3年（1158年）4月の藤原信頼との騒擾事件では一方的に責めを負わされ閉門処分となり、同年8月の後白河天皇から守仁親王（二条天皇）への譲位についても全く関与しないなど、周囲から軽んじられ政治の中枢から外れていった。
乱後に主導権を握ったのは信西であり、保元新制を発布して国政改革に着手し、大内裏の再建を実現するなど政務に辣腕を振るった。信西の子息もそれぞれ弁官や大国の受領に抜擢されるが、信西一門の急速な台頭は旧来の院近臣や貴族の反感を買い、やがて広範な反信西派が形成されることになる。さらに院近臣も後白河上皇を支持する集団（後白河院政派）と二条天皇を支持する集団（二条親政派）に分裂し、朝廷内は三つ巴の対立の様相を呈するようになった。この対立は平治元年（1159年）に頂点に達し、再度の政変と武力衝突が勃発することになる（平治の乱）。

## 参加者一覧

### 天皇方
貴族
- 藤原忠通…関白
- 信西…後白河乳母の夫
- 徳大寺実能…内大臣。頼長の室・幸子の父。守仁親王の東宮傅

武士（北面・検非違使・京武者）
- 平清盛…安芸守。伊勢平氏正衡流
- 源義朝…下野守。河内源氏
- 源義康…右衛門尉。足利氏の祖
- 源頼政…兵庫頭。摂津源氏
- 平盛兼…和泉守。伊勢平氏貞季流
  - 平信兼…盛兼の子
- 源光保…出雲守。鳥羽法皇の寵妃・土佐局の父。美濃源氏
- 源重成…式部大夫。清和源氏満政流
  - 源重貞…重成の弟
- 源季実…左衛門尉。文徳源氏（坂戸源氏）
- 平維繁…右衛門尉。越後平氏。隠岐守・平繁賢の子
- 平実俊…左衛門尉。下毛野氏の出身。白河院北面・平宗実の養子[注釈 24]
- 源頼盛…前蔵人。多田源氏

清盛軍の武士
- 平重盛…中務少輔。清盛の長男
- 平基盛…左衛門尉。清盛の次男
- 平頼盛…常陸介。清盛の弟
- 平教盛…淡路守。清盛の弟
- 平経盛…清盛の弟
- 平家貞…清盛の郎党
- 平貞能…家貞の子
- 平盛国…清盛の郎党
- 平盛俊…盛国の子
- 藤原景綱…清盛の郎党
- 藤原忠清…景綱の子。伊藤五
- 藤原忠直…景綱の子。伊藤六
- 山田是行…清盛の郎党
- 難波経房…清盛の郎党。備前の武士
- 妹尾兼康…清盛の郎党。備中の武士

義朝軍の武士
- 鎌田政清…義朝の乳兄弟。第一の郎党
- 佐々木秀義…義朝の郎党。近江源氏佐々木氏
- 山内首藤俊通…義朝の郎党。相模の武士
- 山内首藤俊綱…俊通の子
- 波多野義通…義朝の妻（朝長の母）の兄。相模の武士。横山党
- 海老名季貞…相模の武士。横山党
- 大庭景義…相模の武士。鎌倉党
- 大庭景親…景義の弟
- 斎藤実盛…武蔵の武士
- 平山季重…武蔵の武士。西党
- 熊谷直実…武蔵の武士
- 猪俣範綱…武蔵の武士。猪俣党
- 岡部忠澄…武蔵の武士。猪俣党
- 金子家忠…武蔵の武士。村山党
- 河越重頼…武蔵の武士。秩父党
- 師岡重経…重頼の弟
- 上総広常…上総の武士。父の常澄は、義朝を養君として擁立
- 千葉常胤…下総の武士
- 八田知家…下野の武士。姉の寒河尼は頼朝の乳母
- 足利俊綱…下野の武士。藤姓足利氏
- 片切景重…義朝の郎党。信濃源氏
- 海野幸親…信濃の武士
- 根井行親…信濃の武士
- 熊坂四郎…信濃の武士
- 工藤茂光…伊豆の武士

### 上皇方
貴族等
- 藤原頼長…左大臣。氏長者。前内覧
- 藤原教長…左京大夫。崇徳の側近
- 藤原実清…右馬権頭。崇徳の側近。閑院流
- 源成雅…左近衛権中将。頼長の室（師長の母）の兄弟
- 藤原成隆…皇后宮権亮。摂関家の家司。頼長の父方・母方を通じての従兄弟
- 源俊通…備前権守。摂関家の家司
- 藤原盛憲…式部大輔。頼長の母方の従兄弟。勧修寺流。上杉氏の祖
- 藤原憲親…皇后宮権大進。盛憲の弟
- 藤原経憲…蔵人大夫。盛憲の弟
- 藤原家長…能登守。善勝寺流
- 藤原保成…善勝寺流。崇徳の側近
- 難波頼輔…山城守。教長の弟
- 藤原資憲…皇后宮大進
- 源師光…皇后宮権大夫。頼長の養子
- 菅原登宣…給料文章生
- 藤原重綱…前山城守
- 図書允俊成…図書允。頼長の側近

武士
- 源為義…前大夫尉。義朝の父
  - 源頼賢…前左衛門尉。為義の四男
  - 源頼仲…為義の五男
  - 源為宗…為義の六男
  - 源為成…為義の七男
  - 源為朝…鎮西八郎。為義の八男
  - 源為仲…為義の九男
- 平忠正…前右馬助。清盛の叔父
  - 平長盛…崇徳院蔵人。忠正の長男
  - 平忠綱…左大臣家匂当。忠正の次男
  - 平正綱…左大臣家匂当。忠正の三男
  - 平通正…忠正の四男
- 平家弘…右衛門大夫。崇徳の従者。伊勢平氏正済流
  - 平正弘…下野判官。家弘の父
  - 平康弘…大炊助。家弘の弟
  - 平盛弘…右衛門尉。家弘の弟
  - 平時弘…兵衛尉。家弘の弟
  - 平光弘…家弘の子
  - 平頼弘…家弘の子
  - 平安弘…家弘の子
- 源頼憲…多田荘の荘官。多田源氏
  - 源盛綱…頼憲の子
- 源為国…崇徳院判官代。河内源氏頼清流。信西の女婿。信濃村上氏の祖
  - 源信国…為国の子
  - 源基国…為国の子
- 片切為重…片切景重の兄
- 源親治…頼長の家人。大和源氏
- 多近久…崇徳院の武者所
- 秦助安…前滝口武者。頼長の家人
- 須藤家季…為朝配下。九郎

僧侶
- 信実…興福寺上座
- 尋範…法印。権大僧都。頼長の大叔父
- 千覚…権律師。頼長の母方の叔父

## 後日談
閏9月18日、朝廷は新体制の確立を図るために保元新制を発令するが、それに先立つ閏9月8日に以下の宣命を作成して石清水八幡宮に乱の勝利を報告した。
内容は、乱の責任は崇徳上皇と頼長にあり、頼長が流れ矢に当たって死んだことを神罰として、上皇の配流とその他の者の処罰も国家による法に則った処置とするなど、天皇方の勝利宣言といえるものだった。この朝廷の認識は、配流された藤原教長らが帰京を許され、頼長の子の師長が後白河法皇の側近になっても変わることはなかった。しかし安元2年（1176年）に建春門院・高松院・六条院・九条院など後白河や忠通に近い人々が相次いで崩御し、翌安元3年（1177年）に延暦寺の強訴、安元の大火、鹿ケ谷の陰謀といった大事件が勃発するに及んで、朝廷では保元の乱の怨霊による祟りと恐怖するようになる。7月29日、後白河は保元の宣命を破却し、「讃岐院」の院号を「崇徳院」に改め、頼長に正一位太政大臣を追贈することを命じた。保元の乱が終結して、およそ20年後のことだった。

## 年表
- 年月日は出典が用いる暦であり、当時は宣明暦が用いられている

| 月日 （宣明暦長暦） | 内容 | 出典   |
| ------------------- | --- | ------ |
| 5月22日             | 鳥羽法皇、重態に陥る | 兵範記 |
| 5月30日             | 鳥羽法皇の御万歳(崩御)の沙汰が始まる | 兵範記 |
| 6月1日              | 源義朝、源義康等の武士、院宣により内裏、院御所の守護を開始する | 兵範記 |
| 7月2日              | 鳥羽法皇崩御 | 兵範記 |
| 7月5日              | 京中の武士の動きを停止する後白河天皇の勅命が発せられる | 兵範記 |
| 7月6日              | 藤原頼長家人、源親治捕えられる | 兵範記 |
| 7月8日              | 摂関家荘園の武士の動員禁止の綸旨 高階俊成、源義朝が東三条殿を接収する 鳥羽法皇初七日法要                                                                               | 兵範記 |
| 7月9日              | 崇徳上皇、白河北殿に入る | 兵範記 |
| 7月10日             | 藤原頼長、白河北殿に入る 崇徳上皇の下に兵が集まる 高松殿の後白河天皇の下に武士が参集                                                                                   | 兵範記 |
| 7月11日             | 後白河天皇方の軍勢が白河北殿に向かって出撃、崇徳上皇方と戦闘が行なわれ後白河天皇方が勝利する 藤原忠通を氏長者にする宣旨が下される 後白河方の武士たちに恩賞が与えられる | 兵範記 |
| 7月12日             | 崇徳上皇出家 | 兵範記 |
| 7月13日             | 崇徳上皇、後白河天皇方へ身柄を遷される | 兵範記 |
| 7月14日             | 崇徳方の中心人物・藤原教長が右大弁らによる取調べを受ける 藤原頼長死去                                                                                                  | 兵範記 |
| 7月15日             | 藤原忠実、藤原忠通に接触を開始する | 兵範記 |
| 7月18日             | 旧藤原忠実領、後白河天皇の綸旨によって藤原忠通に与えられる | 兵範記 |
| 7月23日             | 崇徳上皇、讃岐に遷される | 兵範記 |
| 7月27日             | 崇徳側逮捕者への罪名宣下(判決) がされる | 兵範記 |
| 7月28日             | 平忠正らが処刑される | 兵範記 |
| 7月30日             | 源為義・平家弘らが処刑される | 兵範記 |
| 8月3日              | 藤原教長、藤原頼長子息ら崇徳方に属した者達の流刑が執行される | 兵範記 |

## 文学作品

### 物語
- 『保元物語』は保元の乱を題材にした軍記物文学。作者不明で全三巻。鎌倉時代に成立したと考えられている。
- 『雨月物語』に含まれる小説「白峰」は、保元の乱に敗れた崇徳上皇の亡霊を題材にした怪談。作者は上田秋成。江戸時代に書かれた。

小説
・辻邦生『西行花伝』新潮社1995年、新潮文庫1999年

### 俳句
- 鳥羽殿へ五六騎いそぐ野分かな 与謝蕪村